# Acantholycosa dudkorum
Acantholycosa dudkorum Marusik, Azarkina & Koponen, 2004 è un ragno appartenente alla famiglia Lycosidae.

## Etimologia
Il nome della specie è in onore dei fratelli entomologi russi Roman Dudko e Andrei Dudko, che negli anni '90 hanno raccolto molti esemplari delle specie trattate nello studio in bibliografia. Il suffisso -orum deriva dal latino ed è la desinenza del genitivo plurale, ad indicare la dedica del nome a più di una persona.

## Caratteristiche
L'olotipo maschile rinvenuto ha lunghezza totale è di 8,00mm; la lunghezza del cefalotorace è di 3,60mm; e la larghezza è di 3,00mm.

## Distribuzione
La specie è stata reperita nella Russia centrale: l'olotipo maschile e i paratipi femminili sono stati rinvenuti 50 chilometri ad ovest di Kosh-Agach, e circa 20-25 chilometri ad ovest di Bel'tir, fra 2900 e 3100 metri di altitudine, nella sezione russa dei Monti Altaj.

## Tassonomia
Appartiene al dudkorum-group, la cui caratteristica peculiare è la forma dell'epigino, pressoché identica a quella di A. dudkoromani e A. kurchumensis: hanno tasche apicali profonde, il setto epiginale con margini subparalleli e le ali laterali ben distinte.
Al 2016 non sono note sottospecie e dal 2004 non sono stati esaminati nuovi esemplari.